# جيرولد شبيت
جيرولد شبيت (بالألمانية: Gerold Späth). هو كاتب سويسري ألماني. ولد عام 1939 في زيورخ. عمل في البداية عازف أرغن ومن ثم عمل بالتأليف.

## أعماله
- غير سيء «Unschlecht» (رواية 1970).
- مسار الأصوات «Stimmgänge» (رواية 1972).
- بالتسابف «Balzapf» (رواية 1977).
- كوميديا «Commedia» (رواية 1980).
- بلاد سندباد «Sindbadland» (رواية 1984).

## روابط خارجية
- جيرولد شبيت على موقع IMDb (الإنجليزية)
- جيرولد شبيت على موقع مونزينجر (الألمانية)
- جيرولد شبيت على موقع كينوبويسك (الروسية)